# Vanguard (raketa)
Raketu Vanguard [vangár] (česky předvoj) vyvíjelo v letech 1955–1959 americké námořnictvo, aby dopravila první americký satelit na oběžnou dráhu. Program provázely závažné problémy a selhání. Ze 13 letů byly úspěšné pouze tři a nakonec byla až třetí raketou na světě, která dopravila satelit na orbitu.

## Historie
Roku 1955 ohlásily Spojené státy americké úmysl umístit na oběžnou dráhu vědecký satelit. Mělo se tak stát v rámci Mezinárodního geofyzikálního roku v letech 1957–1958. Jako dopravní systém byly zvažovány projekty armády, námořnictva a letectva. Letectvo vyvíjelo SM-65 Atlas, armáda nabízela přepracovanou verzi balistické rakety Redstone (Juno I) a námořnictvo mělo program Vanguard. SM-65 Atlas a Redstone byly programy nejvyšší priority a nemohly být zpomaleny druhotným výzkumem vesmírných letů. Program Vanguard byl výhodný i politicky, protože za jeho vývojem stála Námořní výzkumná laboratoř námořnictva spojených států, jež byla označována za vědeckou, nikoli vojenskou instituci. Zastřešení programu vědeckou institucí mělo pozitivní vliv na vztahy se zeměmi, nad nimiž měl satelit prolétat.
9. září 1955 padlo rozhodnutí komise ministerstva obrany USA opustit projekt Orbiter (armádní Redstone) a plně se věnovat programu Vanguard. Dohledem nad programem byla pověřena Kancelář námořního výzkumu (Office of Naval Research). Cíle projektu byly stanoveny:
- vyvinout a vyrobit nosný systém, schopný vynést alespoň jeden satelit na orbitu kolem Země v průběhu Mezinárodního geofyzikálního roku
- uskutečnit jeden vědecký experiment ve vesmíru
- sledovat dráhu vypuštěného satelitu a určit jeho skutečnou dosaženou orbitu.

Kontrakt na výrobu a vývoj byl udělen společnosti Martin (dnes součást Lockheed Corporation). Od 11. dubna do 23. října 1957 probíhaly suborbitální testy nákladního modulu, sledovacího systému a prvního stupně odvozeného od rakety Viking. První pokus o orbitální let se konal 6. prosince 1957 a skončil explozí 2 sekundy po startu. Úspěšný byl až třetí pokus 17. března 1958, tou dobou už ale kroužil kolem Země satelit Explorer 1, vypuštěný raketou Juno I. Další pokusy byly opět neúspěšné a program byl zrušen po posledním startu 18. září 1959.
Program byl relativně neúspěšný, ale jeden výraznější úspěch přece jen přinesl. Druhý stupeň nazvaný Able, byl využíván v pozdějších projektech Thor-Able a Atlas-Able. Stupeň Able prošel za uplynulých 50 let řadou změn a pod názvem Delta K se využívá dodnes jako třetí stupeň rakety Delta II a počítá se s ním pro její zamýšlenou náhradu Deltu IV – Small.

## Technický popis
Vanguard byla třístupňová raketa s nosností kolem 10 kg, celková délka byla 23 metrů, průměr činil 1,14 metru a celková hmotnost byla asi 10 tun. Raketa nebyla vybavena křidélky a ovládání směru letu bylo řešeno kloubovým závěsem motorů prvního a druhého stupně.
První stupeň „Vanguard“ byl odvozen od rakety Viking a byl vybaven motorem X-405, spalujícím LOX/RP-1. Tah prvního stupně byl 134,8 kN, specifický impuls 270 sekund a doba zážehu 145 sekund. Stupeň Vanguard byl použit pouze 13krát a jen v rámci programu Vanguard, přičemž selhal jen jednou (v porovnání k ostatním částem rakety úspěch).
Druhý stupeň „Able“ byl vybaven jedním motorem AJ10-37 na kapalné pohonné látky. Dosahoval tahu 34,7 kN, specifického impulsu 270 sekund a doba zážehu byla 115 sekund. Byla v něm umístěna i inerciální naváděcí soustava a telemetrická jednotka. Ze 13 letů v rámci projektu Vanguard čtyřikrát způsobil fatální selhání, později byl zdokonalen a pod názvem Delta K se používá dodnes.
Třetí stupeň, Vanguard 3, byl vybaven jedním motorem na tuhé pohonné látky a dosahoval tahu 11,6 kN, specifického pulsu 230 sekund a doba zážehu byla 31 sekund. Selhal celkem dvakrát ze 13 startů. Třetí stupeň nebyl vybaven vlastním naváděcím systémem a byl tak závislý na stupni Able, stabilizace letu probíhala rotací kolem podélné osy. Po skončení programu již nebyl nikdy použit.

## Historie letů
- 11. dubna až 23. října 1957 – testovací suborbitální lety.
- Vanguard TV3 – 6. prosince 1957 – ztráta tahu 2 sekundy po startu.
- Vanguard TV3 5. února 1958 – selhání řídícího systému, ztráta kontroly 57 sekund po startu.
- Vanguard 1 – 17. března 1958 – úspěšné vypuštění 1,6 kg satelitu Vanguard 1. Satelit stále krouží kolem země a je tak nejstarším kusem kosmického smetí.
- Vanguard TV5 – 28. dubna 1958 – selhal zážeh třetího stupně.
- Vanguard SLV 1 – 27. května 1958 – dosažena nepřesná orbita, neznámá příčina.
- Vanguard SLV 2 – 26. června 1958 – předčasné vypnutí druhého stupně.
- Vanguard SLV 3 – 26. září 1958 – nedostatečný tah druhého stupně, neznámá příčina.
- Vanguard 2 – 17. února 1959 – úspěšné vypuštění satelitu Vanguard 2.
- Vanguard SLV 5 – 13. dubna 1959 – při oddělování poškozen druhý stupeň.
- Vanguard SLV 6 – 22. června 1959 – selhání pohonu druhého stupně.
- Vanguard 3 – 18. září 1959 – úspěšné vypuštění satelitu Vanguard 3, třetí stupeň se neoddělil od nákladu, jehož funkce tím nebyla ovlivněna.

## Galerie

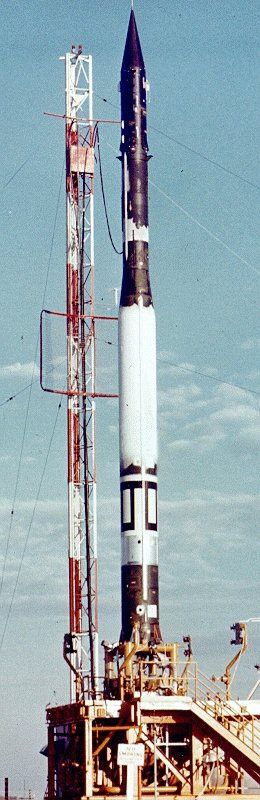
Raketa Vanguard se satelitem Vanguard 1
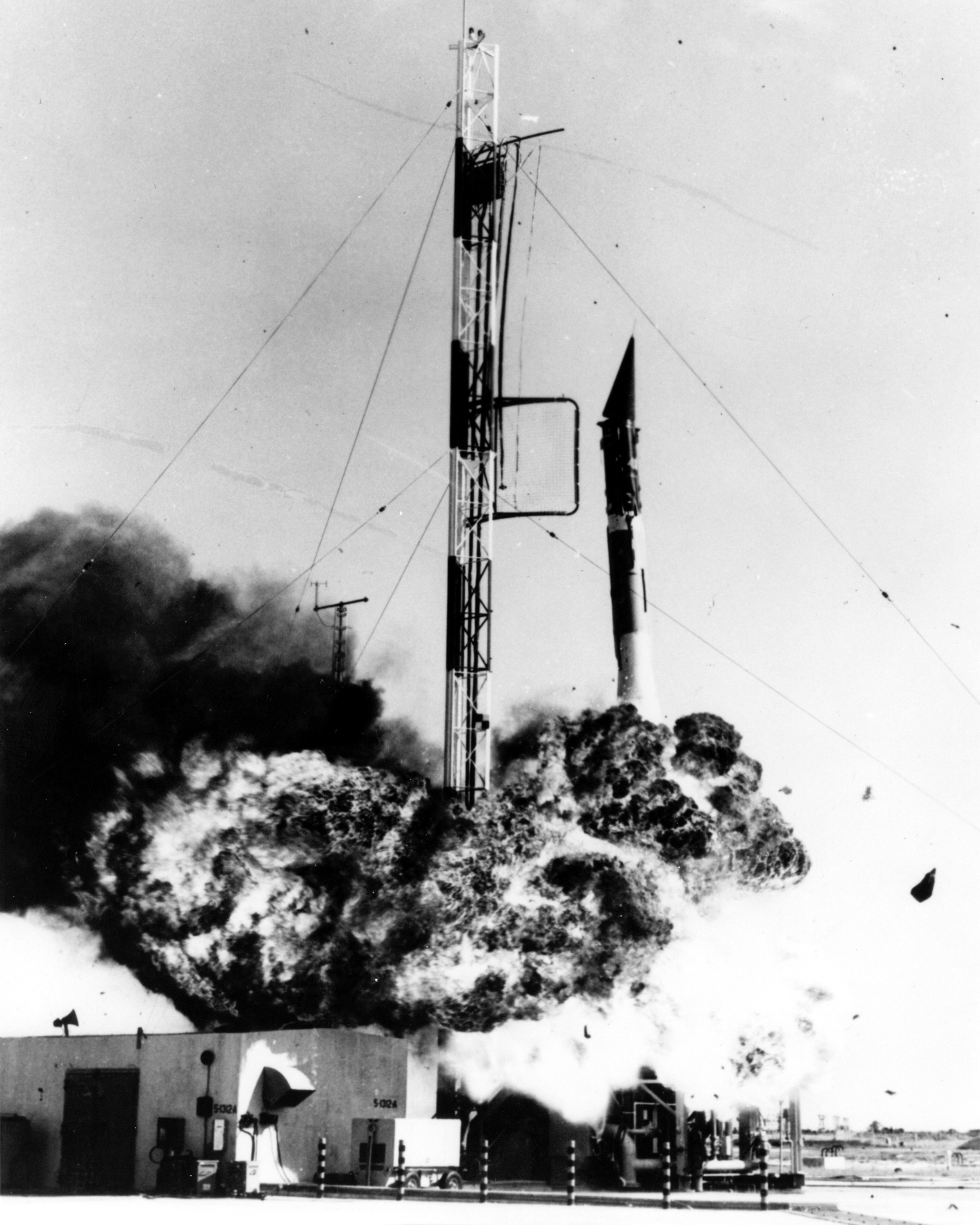
Exploze rakety Vanguard
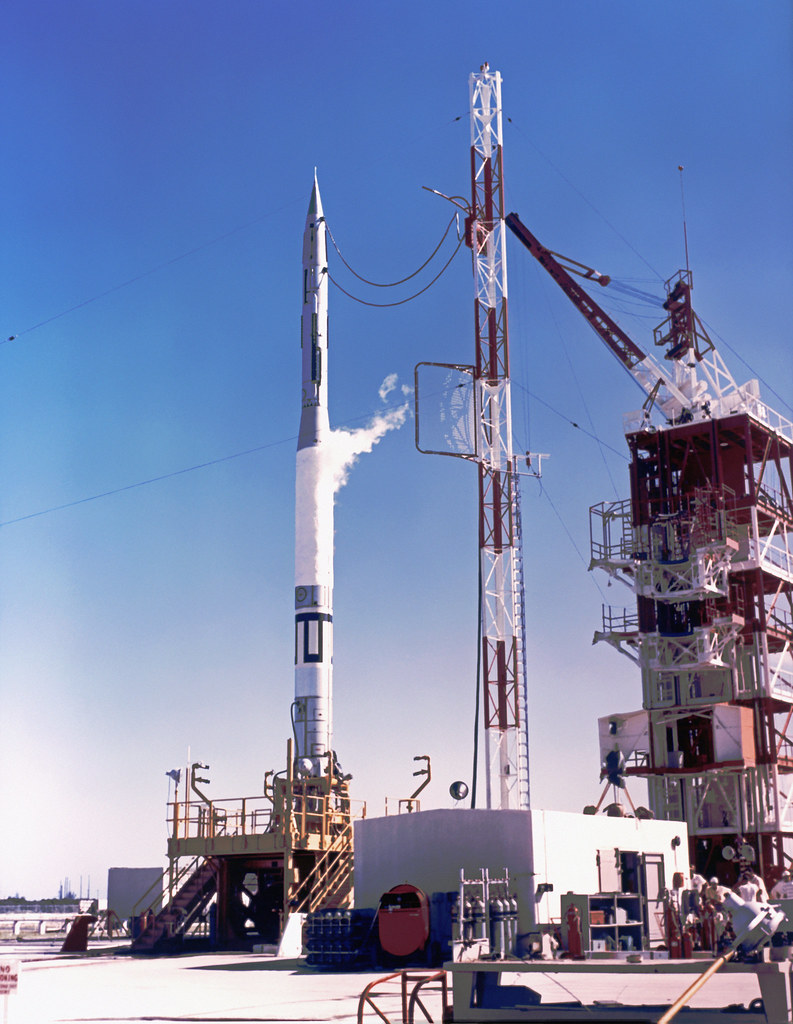
Před startem, 5. února 1958
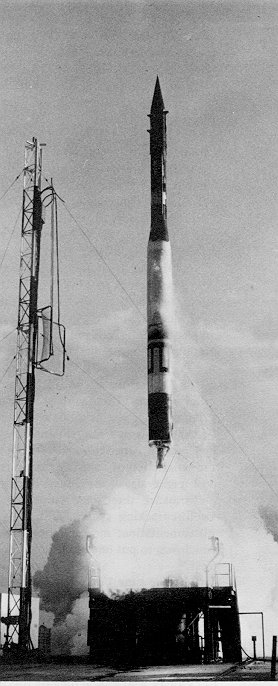
Start 17. března 1958